# Aleksandr Anatol'evič Motylëv
Aleksandr Anatol'evič Motylëv (in russo Александр Анатольевич Мотылёв?; Sverdlovsk, 17 giugno 1979) è uno scacchista russo, Grande maestro, Campione europeo assoluto nel 2014, dal 2023 è giocatore per la federazione rumena.
Dopo aver vinto il campionato russo under-16 e under-18, nel 2001 vinse a Ėlista, all'età di 22 anni, il Campionato russo assoluto. 
Nella lista Elo FIDE di luglio 2009 ha 2710 punti (27º al mondo, 6º in russia).

## Principali risultati
- 2003:  1º nel Corsica Open di Bastia
- 2004:  1º a Tomsk nel torneo di qualificazione per il campionato russo
- 2004:  4º-7º nel campionato russo con Svidler, Morozevič e Bareev (vinse Garri Kasparov)
- 2005:  =1º con Emil Sutovsky nell'Aeroflot Open di Mosca (Sutovsky vinse lo spareggio)
- 2005:  2º dietro Pentala Harikrishna nel torneo "Sanjin Hotel Cup"; 3º a Kazan' nel campionato russo
- 2006:  =1º con Magnus Carlsen nel Corus B di Wijk aan Zee
- 2008:  2º all'Aeroflot Open di Mosca (vinto da Jan Nepomnjaščij)
- 2009:  in giugno vince il 10º "Torneo Karpov" di Pojkovskij (Cat. 18) con 7/9, davanti a Vüqar Həşimov
- 2014:  in marzo vince il Campionato europeo individuale con 9/11
- 2021:  in dicembre con 9½/11 vince il Campionato europeo rapid per spareggio tecnico su Alexander Donchenko e Paulius Pultinevicius.[2]